# Garoupa-de-Cargados-Carajos
A garoupa-de-cargados-carajos (Plectropomus pessuliferus), é uma espécie de garoupa de grande porte nativa da região tropical do Indo-Pacífico. Possui o corpo vermelho rajado com manchas azuis e ventre pálido, com barbatanas e cauda avermelhadas ou roxas. É uma espécie que habita recifes de corais costeiros e lagunas de atóis, os jovens vivem escondidos em fendas e cavernas de corais, já os adultos tem o costume de nadar solitariamente próximo a fundos arenosos em procura de presas, como pequenos peixes e invertebrados. Estudos recentes descobriram que a garoupa-de-cargados-carajos, tem uma relação de caça cooperativa com algumas espécies de moréias e polvos.
A garoupa-de-cargados-carajos é nativa de águas tropicais do Indo-Pacífico, podendo ser encontrada no atol de Cargados Carajos para o Mar Vermelho, como avistamentos em Madagascar e Maldivas para Fiji e Tonga, no Oceano Pacífico.
Nas Maldivas, essa espécie é muito importante para o comércio de pescadores locais, que consomem a carne e exportam para países do sudeste asiático, além de também exportar exemplares vivos para o comércio de aquarismo nos EUA e Europa.